# MZ 250 RS
Die Motorräder MZ 250 RS und 250 RSJ wurden zwischen 1984 und 1986 im Rahmen eines Joint Ventures zwischen dem VEB Motorradwerk Zschopau aus der DDR und der Fábrica Brasileira de Motos aus Brasilien bei letzterem Unternehmen endmontiert und auf dem südamerikanischen Markt verkauft. Technisch basieren beide Modelle auf Fahrgestell und Antrieb der MZ ETZ 250.

## Modellgeschichte
Nachdem zwischen den Regierungen von Brasilien und der DDR 1983 ein Übereinkommen zur wirtschaftlichen Zusammenarbeit getroffen wurde, ergab sich für MZ die Möglichkeit zum Eintritt in den südamerikanischen Motorradmarkt. Da jedoch der Import von kompletten Fahrzeugen unterbunden war, kam nur eine Montageproduktion mit aus der DDR importierten Baugruppen in Frage. Brasilianischer Partner war das Kleinunternehmen Fábrica Brasileira de Motos S.A. (FBM). Beide Partner hielten das ab 1981 in Serie produzierte Modell MZ ETZ 250 am geeignetsten, jedoch forderte die brasilianische Seite energisch ein dem Absatzmarkt entsprechend angepasstes Design. Als Modellbezeichnung wurde MZ 250 RS gewählt. Im Oktober 1983 wurde der Vertrag zwischen FBM und dem Außenhandelsbetrieb Transportmaschinen geschlossen. Der Vertrag regelte die Lieferung von Antriebseinheit samt Vergaser, Auspuffkrümmer, Luftfilter, Lichtmaschine, Zünd- und Bremsanlage. Darüber hinaus sollten auch Armaturen wie Schalter, Wellen, Kabel, Handhebel und Griffe sowie verschiedene Kleinteile nach Brasilien geliefert werden. FBM fertigte in Eigenproduktion lediglich Rahmen und Kabelbaum, alle übrigen Teile (Räder samt Reifen, Sitzbank, Lenker, Verkleidungsteile usw.) wurden bei brasilianischen Zulieferern eingekauft.
Im Motorradwerk Zschopau wurde in acht Wochen neben der bestehenden eine zweite Linie zur Produktion der Baugruppen für den Export nach Brasilien installiert, im Dezember 1983 wurde sie in Betrieb genommen. Im Frühjahr 1984 wurden die ersten Baugruppen nach Brasilien versendet, am 21. Juli 1984 wurde die Endmontage bei FBM aufgenommen. Die Erwartungen des VEB MZ an ein gewinnbringendes Geschäft wurden jedoch bereits früh gedämpft: Die Produktion begann schleppend, da seitens FBM und der Zulieferer keine qualitätsgerechten Teile hergestellt wurden. Es offenbarte sich, dass oft ganze Produktionsprozesse nicht beherrscht wurden. Teilweise wurde auf manufakturähnlichem Niveau gearbeitet, Nacharbeiten waren an der Tagesordnung. Die anfängliche Tagesproduktion lag bei lediglich 6 bis 8 Motorrädern. Auch bei den in Zschopau produzierten Baugruppen ergaben sich Probleme. Die Konservierung für den Überseetransport war anfänglich nicht ausreichend, Teile mussten nachgeliefert und am Zielort ausgetauscht werden. Zu diesen technischen Problemen kamen Differenzen kultureller Natur: unter anderem eine durch große Fluktuation schlecht ausgebildete Belegschaft, fehlendes ingenieurtechnisches Personal sowie gewerkschaftliche Auseinandersetzungen und Streiks. All diese Punkte führten im Endeffekt zu fehlendem Geldrücklauf. Da sich MZ zu dieser Zeit noch Erfolg von der Kooperation versprach, wurde beim zuständigen Außenhandelsbetrieb um die Gewährung eines Darlehens von 2 Mio. US-Dollar gebeten, um den Konkurs von FBM abzuwenden. Gleichzeitig hatte FBM noch Verbindlichkeiten gegenüber der DDR von rund 1 Mio. US-Dollar. Nach Auszahlung konnte die Produktion fortgeführt werden. Mit einem weiteren Darlehen wurden technische Verbesserungen an Maschinen und Anlagen durchgeführt, die Tagesproduktion lag mit durchschnittlich 15 bis 20 Motorrädern jedoch noch immer unter den gesteckten Zielen.
Im Verlauf des Jahres 1985 wurden zwar Verbesserungen in der Betriebsorganisation von FBM durchgeführt und damit mehr Effizienz erreicht, verglichen mit der DDR jedoch auf unbefriedigend niedrigem Niveau. Die in sozusagen allen Geschäftsbereichen, bis hin zur Werbung, vorherrschenden Defizite bei FBM führten zu anhaltender finanzieller Schieflage. Durch permanenten Zahlungsverzug waren schließlich auch die Zulieferer zu keinen Teilelieferungen mehr bereit, die Produktion stand still und wurde im Mai 1986 eingestellt. MZ kam zu dem Schluss, dass keine Besserung eintreten werde und beendete die stark defizitäre Kooperation wenig später.
Insgesamt wurden von der MZ 250 RS und 250 RSJ in knapp zwei Jahren nur rund 4300 Stück produziert.

## Technik
Basierend auf der MZ ETZ 250 unterscheiden sich die 250 RS und RSJ von der ETZ lediglich in den Anbauteilen (Tank, Seitenteile, Sitzbank, Kotflügel, Scheinwerfer und Blinkanlage) sowie der markanten Lampenmaske mit rechteckigem Lichtaustritt und kleinem Windschild. Als Motor wurde ausschließlich die Variante mit Getrenntschmierung verwendet; auf dem Zylinderdeckel war ab Werk ein Luftleitblech montiert. Zudem wurden die Modelle ausschließlich mit Scheibenbremse produziert.